# 小琉球漫誌
《小琉球漫誌》為乾隆二十八年（1763年）六月自福建泉州德化縣學教諭調任至台灣府鳳山縣之縣學教諭的朱仕玠所著，此內文記述其在台任職期間之所見所聞，乾隆三十年（1765年）8月集書成冊計10卷（約6萬字）。本書從1763年4月19日開始撰寫，內容分為「泛海紀程」、「海東紀勝」、「瀛涯漁唱」、「海東賸語」、「海東月令」與「下淡水社寄語」等六個部分。
值得注意的是，此處的「小琉球」指的是臺灣島，而不是琉球嶼。

## 卷集簡述
- 徐序
- 魯序
- 自序
- 卷一：泛海紀程：為作者（於1763年4月19日至6月8日，起自福建邵武府建寧縣出發，途經榕城、泉州、廈門、澎湖而輾轉來到臺灣）之沿途風光、人文及相關產物的詩文記述文錄。
- 卷二：海東紀勝（上）：闡述臺灣歷史與各地域與名勝古蹟之沿革。
- 卷三：海東紀勝（下）：闡述於府城、鳳山生活的日常感念記述。
- 卷四：瀛涯漁唱（上）：先以詩詠物或詠事（詩作為主），爾後再予以註解或再引申其相關事物之台灣百科。
- 卷五：瀛涯漁唱（下）：先以詩詠物或詠事（詩作為主），爾後再予以註解或再引申其相關事物之台灣百科。
- 卷六：海東賸語（上）：為純粹的事物名詞之解說之台灣百科。
- 卷七：海東賸語（中）：為純粹的事物名詞之解說之台灣百科。
- 卷八：海東賸語（下）：為純粹的事物名詞之解說之台灣百科（此卷主要內容為台灣原住民日常事務或物品）。
- 卷九：海東月令：按臺灣無月令，爰準廣東月令之例，推其意（一年七十二候，每月六候，更五日，則節氣應之，所以使農知時也），來歸納臺灣府在地農民預計耕種、畜牧、捕魚的時節依循，戲作海東月令。
- 卷十：下淡水社寄語：乃作者與當地下淡水社（樂舞生）趙工孕（擅漳、泉土音）合作翻譯《下淡水社詞彙》計249枚（以漢字音來註述標示，以作為學習《下淡水社語》之鎖鑰）。

## 外部連結
- 小琉球漫志- 中國哲學書電子化計劃維基 （页面存档备份，存于）